# マージ 〜MARGINAL〜
『マージ 〜MARGINAL〜』（マージ マージナル）は、ACTRESSのブランドWHITE CLARITYから「洋館ファンタジーメイドADV」として2003年1月23日に発売された18禁恋愛アドベンチャーゲーム。
本作品は音楽誤用問題が発覚したため2003年3月10日をもって販売終了となった（公式発表は外部リンク参照）。ドリームキャストおよびPlayStation 2への移植作がプリンセスソフトより2003年7月17日に発売された。なお、移植作ならびに後述のマージMaterialCollectionでは音楽誤用問題を受けてほとんどのBGMが差し替えられている。また2005年3月25日にはゲーム本編（PC版「マージ」を移植したACTGS版「マージ」）がおまけで収録された素材集マージMaterialCollectionがACTRESSから発売された。このマージMaterialCollectionはユーザーから「ママコレ」の略称で呼ばれる。また2006年11月17日にはアイチェリーからDVDPG版が発売された。

## ストーリー
両親を幼い頃に失くし、身寄りのない天涯孤独の主人公、天璋院糾（てんしょういんあざな）はある日祖父の代理人と名乗る人物から祖父が危篤であると伝えられる。祖父は糾に「お前には選択する権利がある」と言い残し、田舎の別荘と思しき建物の権利書と鍵を彼に託してこの世を去る。糾は祖父の残した屋敷に向かう。無人のはずのその屋敷にいたのは糾をずっと待っているという5人のメイドだった。そして森に迷い込んできたドジな巫女も加わって…。そんな彼らが繰り広げる物語。

## 登場人物
天璋院 糾（てんしょういん あざな）
本作品の主人公。名前（「糾」の部分のみ）は変更可能である。両親も兄弟もいない天涯孤独の身。両親から祖父も祖母も死んだと聞かされていたが祖父の代理人を名乗る人物の引き合わせにより祖父の臨終の時に立会い、権利書と鍵をもらって屋敷を訪れることになる。見た目が非常に幼いが、本編中に合法的に酒を飲めるとの記述がある。また、移植作以降では彼がメイド服を着たCG（最初のPC版ではテキストのみであった）がある。
実は人間の父と精霊の母親の間に生まれた人間と精霊のハーフである。精霊の傷を癒す力を持っており、各キャラのシナリオをクリアするにつれて次第にそれが明らかになっていく。
マージ・フォイエルバッハ
声：内村みるく
糾が屋敷で2番目に出会うメイド。糾のことを昔から知っているらしく、彼に好意を抱いている。人見知りが激しく、アメリア曰く「とほほん」な彼女だが卓越した運動能力と戦闘能力を持つ。彼女の主な仕事は屋敷の清掃と主人公の警護。趣味は散歩らしいが本編にほとんど散歩のシーンは出てこない。口癖は「くぅーん」。
アメリア・フォスリーゼ
声：桜川美亜
いつも冷静沈着、感情のこもらない声で話す。紫を基調としたスリットのある独特のメイド服を着ており、体の随所に武器を忍ばせていると思わせるシーンがある。彼女の仕事は主人公および屋敷の警備。マージと同じく戦闘能力に秀でており、マージが瞬発力ならばアメリアは持久力と言ったところ。本編ではマージが剣ならば自分はさしずめ盾であると語るシーンがある。エリカに恐れられているがこれはエリカ自身の所業によるものが大きい。
フィン・テンニエス
声：蝶野ポプラ
糾が最初に出会うメイド。屋敷のメイド長を務める。とても優しく母性に満ち溢れた女性だがのんびり屋で多少ぼけたところもある。彼女の仕事はメイドのとりまとめと屋敷の料理担当。メイド歴は本人曰く「すっごく長い」そうだが外見は若々しい。口癖は「あらあら、まあまあ」。
フォニーム・テンニエス
声：海乃ほたる
糾が屋敷で3番目に出会うメイド。いきなり彼に飛び蹴りを食らわすという大層な挨拶をしてくれる。しかし、実際は主人である糾をずっと待ちわびていたらしい。糾の前ではなかなか素直になれない、いわゆるツンデレ。
実は母フィンと人間の男性の間に生まれた人間と精霊のハーフである。糾にアンタも「あいのこ」なんだね、と漏らすシーンがある。
エリカ・ブラウン
声：一姜香
糾が割り当てられた寝室で休んでいると突然夜這いも同然に押しかけてくるメイド。お色気方面の知識を持て余しており、それを糾で実行しようと積極的に迫ってくる（アメリアに妨害されることも多い）。困ったところも多い彼女だが活発で陽気で脳天気、屋敷のムードメーカーでもある。彼女の仕事は屋敷の清掃（意外にもきれい好きらしい）。魚が好きらしい。逆にアメリアは苦手のようである。口癖は「ご奉仕するにゃん」。
水代 このは（みなしろ このは）
声：飯田空
屋敷に迷い込んできてしまう巫女。代々退魔を生業としている水代家の末娘。自分に十分な霊能力がないこと、同じく巫女である姉の出来がいいこと、幼児体型であることなどからいくつかのコンプレックスを抱えていると見られる場面が随所にある。少し頭が硬いような節があり、極度のドジっ子だが正義感が強く、またとても健気な性格である。彼女の能力はお札を媒体にしたものが多い。
ミラルカ
声：井村屋ほのか
全てが謎に包まれた女性。非常に上品で高貴な喋り方とルックスだが性格は非常に冷酷。
古の大地の精霊。糾の母に刺客としてマージを差し向けた張本人である。なお、DC版及びPS2版でのソフトでは攻略できるようになっている。PC版では攻略できない。

## 音楽
『You can fly』（歌：清水こずえ）はオープニングムービー並びに挿入歌として、『永久へ…』はエンディングで使用される。
- You can fly
- 木漏れ日の下で
- 刻の鳥籠
- そこは暖かな場所
- 迷子の子猫!?
- 雨に歩けば
- されど日々は美しく
- なんて愉快！
- 迫り来る怪異
- 千切れるが程の想い
- 何かの始まり
- 全てを総括すべし者
- 存在を賭そうとも
- 水中の光のように
- 紡がれる心
- 悲愴
- 一つの結末
- 切なさは唄に乗せて
- 時には陽気に
- コーラス・ミサ
- 芙月華
- MARGINAL
- 全ての愛するヒトへ
- 永久へ…
- マージ〜MARGINAL〜オリジナルサウンドトラックス完全収録盤

2003年5月21日にファーストスマイル・エンタテインメントから上記のタイトルのサウンドトラックの発売が予定されたが発売中止となった。

## スタッフ
- シナリオ：小林且典
- 原画：Phonon
- サウンド：高野ふじお

## 初回特典・関連商品など
- 2003年2月2日、ギャルフェス東京で「マージ 〜MARGINAL〜　発売記念小冊子（仮）」が配布された。
- 2004年10月28日、株式会社マチダ（マチダゲームズストアー）からマージ　マジカルスポーツタオルが発売された。また、同じく同社から2004年11月25日にはマージ　マジカルバスタオルが発売された。